# Martec Skagen
Skagen Skipperskole (fra maj 2017 officielt Martec Skagen) er en navigationsskole beliggende i Skagen. Den blev grundlagt i 1921, og er Danmarks eneste tilbageværende skipperskole
Den 9. december 2011 flyttede skolen til et nyopført byggeri på 2.300 km2 ved Skagen Havn.
Det topmoderne nybyggeri har medført at skipperskolen blev stillet i en økonomisk svær situation, hvilket har været en af årsagerne til at skolen i maj 2017 fusionerede med Martec, som er et maritimt uddannelsescenter beliggende i Frederikshavn.

## Uddannelser
Udover korte kurser, udbyder Skipperskolen disse maritime uddannelser:
- Fiskeskipper af 3. grad
- Fiskeskipper af 1. grad
- Kystskipper
- Sætteskipper
- Skibsfører
- Styrmand
- Omskolingsforløb fra fiskeskipper af 3. grad til kystskipper
- Omskolingsforløb fra fiskeskipper af 1. grad til sætteskipper